# Menecina selenisoides
Menecina selenisoides är en fjärilsart som beskrevs av Walker 1865. Menecina selenisoides ingår i släktet Menecina och familjen nattflyn. Inga underarter finns listade i Catalogue of Life.